# Kamal-ol-molk
Mohammad Ghaffari (Caxã, 29 de setembro de 1848 — Nixapur, 18 de agosto de 1940), mais conhecido como Kamal-ol-Molk ou Kamal-al-Molk, foi um pintor iraniano. Considerado um dos principais artistas de seu país, ficou famoso por seus retratos em aquarela.